# Célia Šašić
Célia Šašić (nascida Okoyino da Mbabi; Bonn, 27 de junho de 1988) é uma ex-futebolista alemã. Foi medalhista olímpica pela seleção de seu país, e participou como membro desta equipa em duas edições do Campeonato Mundial de Futebol Feminino, na Alemanha 2011 e no Canadá 2015.

## Carreira
Filha de um pai camarunês e de uma mãe francesa, Célia começou a jogar futebol aos cinco anos, em pequenos clubes da região de Bona, subindo lentamente de escalão enquanto frequentava e concluía a escola secundária. Quando, em 2004, se lhe colocava a questão do ingresso na selecção nacional alemã, abandonou a nacionalidade francesa que lhe vinha da mãe, e optou pela nacionalidade alemã. Teve frequentes actuações na equipa nacional alemã, mas ao mesmo tempo iniciou estudos na Universidade de Koblenz e Landau.
Em agosto de 2013 casou-se com o futebolista croata Marko Šašić e decidiu passar a utilizar seu nome de casada, Célia Šašić.